# Carl Gustaf Wennberg
Carl Gustaf Wennberg, född den 2 juli 1913 i Malmberget, Gällivare församling, Norrbottens län, död den 1 december 2008 i Luleå, var en svensk ämbetsman.
Wennberg avlade studentexamen i Uppsala 1933 och juris kandidatexamen vid Uppsala universitet 1938. Han genomförde tingstjänstgöring i Umeå och Gällivare domsagor 1938–1941 och tjänstgjorde inom statligt organiserad polisverksamhet i Stockholm 1941–1942. Wennberg blev tjänsteman vid länsstyrelsen i Norrbottens län 1942, andre länsnotarie där 1946, länsassessor 1953 och förste länsassessor 1957. Han var länsråd i Norrbottens län 1974–1979. Wennberg blev riddare av Nordstjärneorden 1963. Han vilar på Innerstadens kyrkogård i Luleå.